# Jerzy Strojnowski
Jerzy Strojnowski (ur. 14 maja 1922 we Włodzimierzu Wołyńskim, zm. 3 kwietnia 1999 w Lublinie) – polski lekarz psychiatra, filozof, profesor Instytutu Psychologii Katolickiego Uniwersytetu Lubelskiego.

## Życiorys
Jego ojciec Antoni, oficer Polskiej Armii, był rządcą majątku w Pruchniku. Matka Helena, z domu Długosz, była tłumaczką języka niemieckiego w Inspektoracie Szkolnym we Włodzimierzu Wołyńskim. Przed II wojną światową Jerzy Strojnowski uczęszczał do szkoły średniej w Jarosławiu, gdzie w roku 1944 złożył egzamin dojrzałości w zakresie liceum matematyczno-fizycznego. Wcześniej, w latach 1941–1943, uczył się w szkole technicznej w Krakowie. W czasach szkolnych należał do harcerstwa i Sodalicji Mariańskiej.
Po wybuchu II wojny światowej przyłączył się do oddziałów Wojska Polskiego, ale jeszcze we wrześniu 1939 roku jego oddział został rozbrojony przez wojsko sowieckie, a on sam dostał się do niewoli. Po kilku dniach udało mu się zbiec z transportu jenieckiego. W grudniu 1939 roku wstąpił do Związku Walki Zbrojnej w Pruchniku, przekształconego następnie w oddział Armii Krajowej. Brał udział w szkoleniu wojskowym i akcjach zwiadowczych oraz szyfrował depesze i meldunki w oddziale łączności. Pracował wówczas w Pruchniku we młynie i w tartaku. Następnie uczył się w Krakowie, pracując jednocześnie jako robotnik. W roku 1944 brał udział w wyzwalaniu Pruchnika w ramach akcji Burza. Należał do oddziału, który we wrześniu 1944 roku podjął próbę przedostania się do Warszawy.

### Lata powojenne
W latach 1945–1949 Jerzy Strojnowski studiował medycynę w Akademii Medycznej w Krakowie, a od roku 1949 również pedagogikę i filozofię w Uniwersytecie Jagiellońskim. Pracował w tym czasie jako stenograf posiedzeń Towarzystwa Lekarskiego Krakowskiego. Po ukończeniu studiów medycznych pracował jako lekarz w Wojewódzkiej Stacji Pogotowia Ratunkowego w Krakowie, a następnie jako asystent w Klinice Neurologicznej AM w Krakowie. W wyniku szykan UB jesienią opuścił Kraków i przeniósł się do Lublina, gdzie kontynuował studia na Wydziale Filozofii Chrześcijańskiej KUL. 20 grudnia 1951 uzyskał tam stopień doktora nauk medycznych na podstawie rozprawy Stosowanie metod statystycznych w pracy klinicznej. W następnym roku rozpoczął pracę na uczelni, podejmując wykłady z zakresu nauk biologicznych (biologicznych podstaw zachowania się i psychologii fizjologicznej).
W latach 1952–1954 kontynuował studia filozoficzne w KUL, uzyskując w roku 1955 tytuł magistra filozofii, na podstawie pracy Z filozofii Hexaemerona św. Bazylego Wielkiego. W tym samym roku zdał egzamin na I stopień specjalizacji z psychiatrii. Drugi stopień specjalizacji z psychiatrii uzyskał w 1960 roku. Jednocześnie, w latach 1952–1958 pracował jako lekarz, a następnie dyrektor Wojewódzkiej Przychodni Zdrowia Psychicznego w Lublinie; w 1954 roku podjął również pracę w Domu Pomocy Społecznej Caritas Irena koło Zaklikowa.
W roku 1958 został adiunktem na KUL. W rok później odbył kilkumiesięczne studia specjalistyczne w Klinice Neurologiczno-Psychiatrycznej Uniwersytetu we Fryburgu Bryzgowijskim. Po powrocie z zagranicy kontynuował działalność medyczną, będąc lekarzem i ordynatorem w Państwowym Szpitalu dla Nerwowo i Psychicznie Chorych w Abramowicach, Oddział w Łysołajach (1960–1961 oraz 1970–1974), powrócił też do zajęć na Uniwersytecie. W latach 1967–1970 był członkiem Zarządu Głównego Towarzystwa Przyjaciół KUL, a następnie członkiem sądu honorowego tego towarzystwa.
W roku 1969 uzyskał stopień doktora habilitowanego w Akademii Medycznej w Warszawie. Jego rozprawa habilitacyjna nosiła tytuł Psychofizjologia Jędrzeja Śniadeckiego. W 1970 roku został przewodniczącym Komisji Psychologicznej Towarzystwa Naukowego KUL, którego członkiem był od początku swej pracy na Uniwersytecie. W tym też roku odbył studia z zakresu dynamiki grupowej, historii nauki i seksuologii oraz treningi w dynamice grupowej w Paryżu i Leuven.
W 1971 roku zorganizował Zakład i został kierownikiem Katedry Psychopatologii w KUL, którą w roku 1979 przekształcił w Zakład i Katedrę Dynamiki Grupowej i Psychoterapii. Wykłady i ćwiczenia z dynamiki grupowej i psychoterapii prowadził już wówczas od ośmiu lat – i były to pierwsze tego typu zajęcia w ramach studiów psychologicznych w kraju.
Od roku 1974 pracował jako lekarz psychiatra i psychoterapeuta w Zespole Opieki Zdrowotnej dla Szkół Wyższych w Lublinie. W roku 1977 odwiedził kliniki psychiatryczne uniwersytetów w Essen, Moguncji, Fryburgu Bryzgowijskim, Hanowerze i Lubece, przechodząc cykl szkoleń i kursów psychoterapeutycznych. Pracę naukową i psychoterapeutyczną oraz eksplorację nowych dziedzin wiedzy i działalności praktycznej łączył z życiem rodzinnym, będąc ojcem dziewięciorga dzieci. Niektóre teksty publikował we współautorstwie z żoną Bronisławą.
Przez wiele lat był profesorem w Wyższym Seminarium Duchownym w Lublinie, wykładając psychologię pastoralną. 23 sierpnia 1980 roku dołączył do apelu 64 uczonych, pisarzy i publicystów do władz komunistycznych o podjęcie dialogu ze strajkującymi robotnikami. W roku 1981 podjął wykłady i ćwiczenia z psychoterapii w ramach studium podyplomowego z poradnictwa i psychoterapii, którego był współorganizatorem. W latach 1981–1984 pełnił funkcję prodziekana Wydziału Nauk Społecznych KUL.
W 1982 roku otrzymał tytuł profesora nadzwyczajnego. W latach 1984–1985 wyjechał do USA i Kanady, podejmując studia i treningi w zakresie terapii rodzin. W roku 1991 został wybrany członkiem zwyczajnym Polskiej Akademii Medycyny.

## Przynależność do organizacji
Był członkiem wielu towarzystw naukowych, między innymi:
- Rady Naukowej Instytutu Historii Nauki, Oświaty i Techniki PAN,
- Komisji Historii i Filozofii Medycyny O/PAN w Krakowie,
- Société internationale d’Histoire de la Médecine,
- Polskiego Towarzystwa Psychiatrycznego,
- Polskiego Towarzystwa Psychologicznego,
- Polskiego Towarzystwa Historii Medycyny i Farmacji (członek założyciel Oddziału Lubelskiego),
- Lubelskiego Towarzystwa Naukowego i Towarzystwa Naukowego KUL.

Należąc od 1952 roku do Polskiego Towarzystwa Psychiatrycznego zorganizował w 1975 roku Sekcję Psychoterapii przy Oddziale Lubelskim PTP i był jej przewodniczącym w latach 1978–1984.

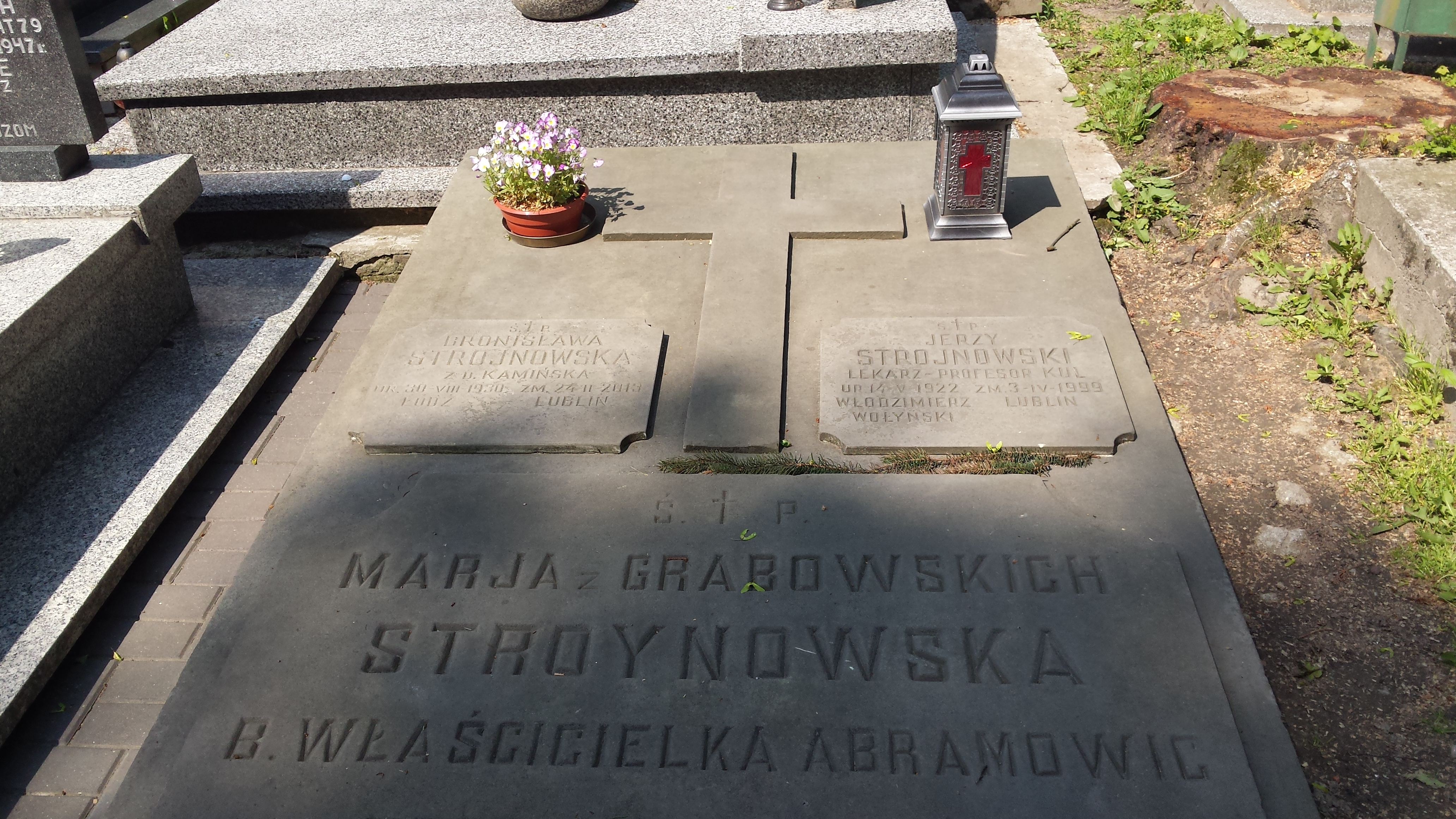
Grób prof. Jerzego Strojnowskiego na cmentarzu przy ulicy Lipowej w Lublinie

## Życie polityczne
Od roku 1980 działał w ramach NSZZ „Solidarność”; w latach 1989–1990 zasiadał w Zespole Doradców ds. Psychologii Społecznej Obywatelskiego Klubu Parlamentarnego. Od 1990 roku był przewodniczącym Unii Demokratycznej w Lublinie, a od maja 1991 członkiem Rady Unii Demokratycznej; jesienią tegoż roku kandydował do Senatu Rzeczypospolitej Polskiej z listy Unii Demokratycznej w województwie chełmskim. Po przekształceniu się tej partii w Unię Wolności nadal działał w jej władzach regionalnych. W latach 90. uczestniczył w pracach Rady Programowej przy Ministrze Obrony Narodowej.

## Publikacje i odznaczenia
Opublikował blisko 300 pozycji, w tym monografie, artykuły naukowe i popularnonaukowe, artykuły w prasie katolickiej, recenzje, polemiki, sprawozdania. Jako autor zadebiutował jeszcze w okresie studiów w Krakowie, relacjonując w „Przeglądzie Akademickim” dyskusje studentów medycyny inspirowane w środowisku akademickim przez członków Sodalicji Mariańskiej. Na łamach „Tygodnika Powszechnego” zabierał głos w sprawie roli i zadań lekarza w powojennej Polsce. Publikował opracowania naukowe, rozprawy i artykuły specjalistyczne, a także artykuły popularnonaukowe i publicystyczne oraz wywiady zamieszczane na łamach prasy. Szczególnie intensywnie współpracował z miesięcznikiem „Więź”, a w ostatnich latach, będąc już na emeryturze, z psychologicznym miesięcznikiem „Charaktery”. Był członkiem redakcji „Roczników Filozoficznych” i „Archiwum Historii i Filozofii Medycyny”.

### Publikacje książkowe
- Psychofizjologia Jędrzeja Śniadeckiego. Monografie z dziejów nauki i techniki, T. 47. Zakład Narodowy im. Ossolińskich. Wrocław 1968, ss. 206.
- Eros i człowiek. Wyd. Znak, Kraków 1976, ss. 240.
- Psychologia fizjologiczna. RW KUL, Lublin 1981, ss. 210. Wyd. II, 1989, ss. 265.
- Wybór tekstów źródłowych do dziejów medycyny polskiej (współaut. z T. Brzezińskim, W. Chojną, R. W. Guttem, Z. Podgórską-Klawe, S. Szpilczyńskim). Polska Akademia Nauk, Instytut Historii Nauki, Oświaty i Techniki, Polskie Towarzystwo Historii Medycyny i Farmacji. Warszawa 1983. s. 297–369, 379–382, 512–530.
- Psychoterapia. Instytut Wydawniczy „Pax”, Warszawa 1985, ss. 233, ISBN 83-211-0671-4. Wyd. II, zmienione i rozszerzone. Arboretum. Wrocław 1998, ss. 193.
- Biologiczne mechanizmy zachowania. Towarzystwo Naukowe KUL, Lublin 1992, ss. 169.

### Odznaczenia
- Złoty Krzyż Zasługi (1978),
- Krzyż Kawalerski Orderu Odrodzenia Polski (1993)[3],
- Srebrny Medal „Za Zasługi dla Obronności Kraju” (1997).